# Yingcui (köpinghuvudort i Kina, Sichuan Sheng, lat 32,48, long 106,45)
Yingcui (kinesiska: 英萃) är en köpinghuvudort i Kina. Den ligger i provinsen Sichuan, i den sydvästra delen av landet, omkring 300 kilometer nordost om provinshuvudstaden Chengdu. Antalet invånare är 8 192. Befolkningen består av 4 027 kvinnor och 4 165 män. Barn under 15 år utgör 22,0 %, vuxna 15-64 år 67 %, och äldre över 65 år 9,0 %.
Runt Yingcui är det ganska tätbefolkat, med 155 invånare per kvadratkilometer. Yingcui är det största samhället i trakten. I omgivningarna runt Yingcui växer i huvudsak blandskog.
Genomsnittlig årsnederbörd är 1 375 millimeter. Den regnigaste månaden är juli, med i genomsnitt 309 mm nederbörd, och den torraste är december, med 3 mm nederbörd.